# Nøste Schwab
Thora Elisabeth "Nøste" Schwab, född Neels-Hansson den 29 november 1918 i Stavanger, död 15 december 2007 i Oslo, var en norsk skådespelare. Hon var dotter till skådespelaren och teaterchefen Leif Gunnar Neels-Hansson och skådespelaren Miriam Neels-Hansson, och från 1944 gift med den svensk-norske konstnären Per Schwab.

## Filmografi (urval)
- 1940 – Tante Pose
- 1961 – Et øye på hver finger
- 1975 – Bombhotet
- 1975 – Hustrur
- 1984 – Lykkeland (TV)
- 1985 – Hustrur - tio år senare
- 1996 – Hustruer III